# فورتوم

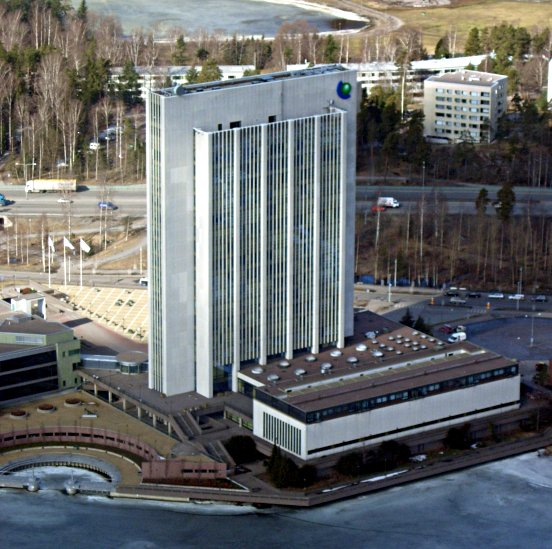
ساختمان مرکزی فورتوم در شهر اسپو

فورتوم (به فنلاندی: Fortum) شرکت برق فنلاندی است، که در زمینه تولید و توزیع برق فعالیت می‌کند. عملیات اصلی این شرکت در کشورهای حوزه نوردیک، کشورهای حوزه دریای بالتیک، لهستان و روسیه متمرکز می‌باشد.
شرکت فورتوم ۹۰٪ از انرژی الکتریکی مورد نیاز خود را از طریق نیروگاه‌های برق‌آبی، نیروگاه‌های گرمایی و نیروگاه‌های بادی تأمین می‌نماید، همچنین ۱۰ درصد از برق موردنیازش را نیز از طریق نیروگاه‌های اتمی بدست می‌آورد. شرکت فورتوم حامی و اسپانسر تیم‌های ملی فوتبال و والیبال فنلاند است.